# 康沃利斯島 (南極洲)
康沃利斯島是南極洲的島嶼，屬於南設得蘭群島的一部分，位於象島東端的東北方5英里，島嶼長1公里，該島在1812年被首次發現，阿根廷、智利和英國均宣稱擁有主權。